# Marathon van Osaka 1994
De marathon van Osaka 1994 werd gelopen op zondag 30 januari 1994. Het was de dertiende editie van deze marathon. Alleen vrouwelijke elitelopers mochten aan de wedstrijd deelnemen.
De Japanse Tomoe Abe, die het jaar ervoor slechts een seconde van de zege verwijderd was gebleven, kwam ditmaal wel als eerste over de streep in 2:26.09.

## Uitslagen
| rang   | naam                | land | tijd    |
| ------ | ------------------- | ---- | ------- |
| Goud   | Tomoe Abe           | JPN  | 2:26.09 |
| Zilver | Nobuko Fujimura     | JPN  | 2:26.09 |
| Brons  | Junko Asari         | JPN  | 2:26.10 |
| 4      | Mitsuyo Yoshida     | JPN  | 2:26.26 |
| 5      | Miyoko Takahashi    | JPN  | 2:27.51 |
| 6      | Noriko Kawaguchi    | JPN  | 2:28.08 |
| 7      | Yuka Terunuma       | JPN  | 2:28.26 |
| 8      | Malgorzata Sobanska | POL  | 2:29.06 |
| 9      | Yuko Yamazoe        | JPN  | 2:31.21 |
| 10     | Olga Markova        | RUS  | 2:32.22 |
| 11     | Kerryn McCann       | AUS  | 2:34.08 |
| 12     | Yuki Tamura         | JPN  | 2:34.50 |
| 13     | Sachiyo Seiyama     | JPN  | 2:36.14 |
| 14     | Kayoko Nishiyama    | JPN  | 2:36.19 |
| 15     | Fumiko Okada        | JPN  | 2:37.08 |
| 16     | Marian Sutton       | ENG  | 2:37.46 |
| 17     | Junko Tsukamoto     | JPN  | 2:38.45 |
| 18     | Tami Yada           | JPN  | 2:39.43 |
| 19     | Mayumi Morigami     | JPN  | 2:41.51 |
| 20     | Anne van Schuppen   | NED  | 2:43.43 |
| 21     | Izumi Ishikawa      | JPN  | 2:44.03 |
| 22     | Tomoko Sugano       | JPN  | 2:44.59 |
| 23     | Yoshimi Satoda      | JPN  | 2:46.16 |
| 24     | Yoshie Itoko        | JPN  | 2:46.34 |
| 25     | Harumi Matsumoto    | JPN  | 2:46.45 |

1982 ·
1983 ·
1984 ·
1985 ·
1986 ·
1987 ·
1988 ·
1989 ·
1990 ·
1991 ·
1992 ·
1993 ·
1994 ·
1995 ·
1996 ·
1997 ·
1998 ·
1999 ·
2000 ·
2001 ·
2002 ·
2003 ·
2004 ·
2005 ·
2006 ·
2007 ·
2008 ·
2009 ·
2010 ·
2011 · 
2012 ·
2013 ·
2014 ·
2015 ·
2016 ·
2017